# Campigneulles-les-Grandes
Campigneulles-les-Grandes je francouzská obec v departementu Pas-de-Calais v regionu Hauts-de-France. V roce 2011 zde žilo 319 obyvatel.

## Vývoj počtu obyvatel
Počet obyvatel 